# Академическая китайская опера
Академическая китайская опера (кит. трад. 當今古典歌劇, упр. 当今古典歌剧, пиньинь dāngjīn gŭdiăn gējù) — музыкальный оперный жанр, следующий европейским оперным традициям. Не следует путать с формами традиционной китайской оперы.
Влияние европейской музыки и театральных традиция на китайское сценическое музыкальное искусство было длительное время незначительным. Одна из первых успешных попыток написать оперу в европейских традициях принадлежит композитору Янь Цзиньсюань, написавшей в 1945 году оперу Седая девушка. На протяжении 50-х—70-х годов свет увидели несколько патриотических опер в стиле соцреализма, например Красные часовые на озере Хун (кит. 洪湖赤卫队). Современные оперы, такие как Деревенская учительница (кит. 山村女教师) (2009), следуют реалистической традиции.
Наиболее престижными оперными компаниями являются пекинский Китайский национальный оперный театр (кит. 中央歌剧院)и Шанхайская оперная компания (кит. 上海歌剧院). Эти компании не являются оперными театрами и используют для представлений разные площадки — Национальный центр исполнительских искусств в Пекине или Шанхайский большой театр.
После открытия Национального центра исполнительских искусств в 2009 нем были поставлены оперы Си Ши (кит. 西施) и Деревенская учительница (обе в 2009), Китайский сирота (кит. упр. 赵氏孤儿, пиньинь Zhào shì gū'ér) (2011) и фольк-опера Баллада о канале (кит. упр. 运河谣, пиньинь Yùnhé yáo) (2012). Шанхайский оперный театр активно ставит китайские оперы и оперы на европейских языках.

## Список произведений

### Экспериментальный период (1945—1956)
- 1945 — Янь Цзиньшуань. Седая девушка
- 1954 — Чэнь Цзы[англ.], Мао Юань и Гэ Гуанжуй. Лю Хулань[англ.] (кит. упр. 刘胡兰, пиньинь Liú Húlán)
- 1954 — Ма Кэ[англ.]. Свадьба Сяо Эрхэй (кит. упр. 小二黑结婚, пиньинь Xiǎo Èrhēi jiéhūn)
- 1955 — Ло Цзунсянь. Песня прерий[англ.] (кит. упр. 草原之歌, пиньинь Cǎoyuán zhī gē)

### Вторая волна (1956—1966)
- 1956 — Чэнь Цзы, Лян Кэсян. Весенние цветы (либретто Лу Цан, Ван Ли)
- 1956 — Ду Юй. Фьок-опера на монгольские темы Цветы сливы Гада на тему народной песни Гаадаа Мэйрэн
- 1958 — Чжан Жуй. Розовые облака (либретто Ши Хан)
- 1958 — Шу Теминь, Цэн Фанкэ. Утёс красных облаков (либретто Лян Шанцюань, Лу Пэн, Цзян Шэнтао, Су Мэй)
- 1958 — Чжан Динхэ. История Хуай Иня (либретто Лу Су, Хуан Цэнцзю, Гуань Тайпин)
- 1959 — Чжан Цзинъань. Красные часовые на озере Хун
- 1959 — Ши Лэмэн. Две красноармейки (либретто Чэнь Цитун)
- 1959 — Чжуан Ин, Лу Мин. Красное солнце над горой Кэ
- 1960 — Ван Сижэнь, Ху Шипин. Красный коралл (автор либретто Чжао Чжун)
- 1960 — Чэнь Цзы, Ду Юй. Обида Доу Э
- 1960 — Чжан Динхэ, Ду Юй. Павильон поэтических состязаний
- 1961 — Чэнь Цзы, Ду Юй. Весенний гром
- 1962 — Чжэн Лучэн. Тоска по облаку мужа (либретто Сюй Цзяжуй)[1]
- 1962 — Коллектив авторов: Третья сестра Лю
- 1964 — Гэ Гуанжуй. У нас есть собственные последователи
- 1964 — Чжан Юй. Гряда сливовых цветов
- 1964 — Чэнь Цзы. Ивы на весеннем ветру
- 1964 — Ян Мин, Цзян Чуньян. Сестра Цзян (либретто Янь Су)[2]
- 1965 — Ду Юй. Сцена из сельской жизни
- 1966 — Ши Фу, Усы Маньцзян: Аигули
- 1966 — Мао Юань, Ма Фэй. Великая стена южных морей

### ПослеКультурной революции(с 1977)
- 1980 — Ван Шигуан и Цай Кэсян. Сотая Невеста[англ.]
- 1981 — Ши Гуаннань. Скорбь — фолк-опера по повести Лу Синя
- 1983 — Ван Цзуцзе, Чжан Чжоя. Фан — душа травы
- 1987 — Цзинь Сян. Земля дикарей.[3][4]
- 1995 — Сюй Чжаньхай. Широкие луга
- 2006 — Мо Фань. Гроза — по одноименной пьесе Цао Юя
- 2008 — Сяо Бай. Прощай, моя наложница
- 2009 — Лэй Лэй. Си Ши (либретто Цзоу Цзинчжи)
- 2009 — Хао Вэйя. Деревенская учительница
- 2011 — Лэй Лэй. Китайский сирота
- 2012 — Инь Цин. Баллада о канале
- 2012 — Сюй Чжаньхай и др. Осада Дяоюя

## Тайвань
- 1995 — Ян Яочжан Великая стена (либретто Би Го)[5][6]